# 81 Водолея
81 Водолея (лат. 81 Aquarii, HD 217531) — одиночная звезда в созвездии Водолея на расстоянии приблизительно 450 световых лет (около 138 парсеков) от Солнца. Видимая звёздная величина звезды — +6,215m.

## Характеристики
81 Водолея — оранжевый гигант спектрального класса K4III. Радиус — около 15,65 солнечных, светимость — около 148,02 солнечных. Эффективная температура — около 4324 К.